# سغندل (ورزقان)
سغندل یکی از روستاهای استان آذربایجان شرقی است که در دهستان ازومدل جنوبی بخش مرکزی شهرستان ورزقان واقع شده‌است. این روستا در ۵ کیلومتری شهرستان ورزقان و در مسیر جاده ورزقان-اهر قرار دارد. طبق آمار کشور در سرشماری نفوس و مسکن سازمان آمار ایران در سال ۱۳۸۵ جمعیت این روستا ۱۵۷ نفر ثبت شده‌است عمده محصولات کشاورزی این روستا گندم نخود ماش می‌باشد.

## تاریخ
کتیبهٔ میخی اورارتوئی (۷۵۳ - ۷۳۵ پیش از میلاد)در ۳ کیلومتری این روستا و بر دامنه کوه زاغی بر سینه سنگی یکپارچه و مرتفع منقوش است.
سمت جنوبی سنگ مزبور که به شکل هرم ناقص است، را به صورت مستطیلی به طول ۱۱۶ سانتیمتر و عرض ۵۷سانتیمتر صاف و صیقلی نموده و فرمان سردوری پسر آرگیشتی پادشاه اورارتوئی را در ده سطر به خط میخی بر آن نقش کرده‌اند.
متن ترجمه فرمان مزبور عبارتست از:
۱. عرابه جنگی خالدی به راه افتاد.
۲. آن به کادیااونی پادشاه پولوآدی حمله کرد.
۳. پولو آدی ناحیه‌ای کوهستانی است. بیاری خالدی توانا.
۴. در عرابه جنگی نیرومند خالدی این لشکرکشی {توسط}
۵. سردوری پسر ارگیشتی صورت گرفت.
۶. سردوری گوید: من بیست و یک قلعه را گرفتم.
۷. من در یک روز چهل و پنج شهر را تصرف کردم. لیپ لی اونی .
۸. شهر پادشاه و شهر مستحکم را در جنگ گرفتم.
۹. سردوری پادشاه مقتدر، شاه بزرگ.
۱۰. شاه کشورها، شاه مملکت بیا ای نی و فرمانروای شهر توشپاست.
این کتیبه به شماره ۷۹۵ در فهرست آثار ملی کشور به ثبت رسیده‌است.